# María de Dinamarca
María de Dinamarca (nacida Mary Elizabeth Donaldson; Hobart, 5 de febrero de 1972) es la reina consorte de Dinamarca por su matrimonio con el rey Federico X. Tras la abdicación al trono de su suegra, fue proclamada reina consorte el 14 de enero de 2024 como esposa de Federico X de Dinamarca. Se convirtió en la primera persona nacida en Australia en ser reina consorte de una monarquía europea.

## Biografía

### Nacimiento y familia
Nació el 5 de febrero de 1972 en Hobart, Tasmania, Australia, hija de inmigrantes escoceses, en el Hospital Reina Alejandra.
Mary es la hija menor del profesor de matemática y exdecano de la Universidad de Tasmania John Donaldson (Port Seton, Escocia, 5 de septiembre de 1941) y de la asistente ejecutiva del vicecanciller de la Universidad de Tasmania Henrietta Clark Donaldson (Port Seton, Escocia, 12 de mayo de 1942-Tasmania, 20 de noviembre de 1997). Se casaron el 31 de agosto de 1963 y ese mismo año emigraron de Escocia a Australia, donde nacieron sus cuatro hijos. El 20 de noviembre de 1997 Henrrietta falleció después de haber sido sometida a una cirugía cardíaca. Su padre John, volvió a casarse en segundas nupcias con la escritora británica Susan Moody en 2001.
Mary es la menor de cuatro hermanos: Jane Alison Stephens (26 de diciembre de 1965), casada con Craig Stephens, madre de tres hijos y farmacéutica de profesión, es una de las madrinas del príncipe Cristián; Patricia Anne Bailey (16 de marzo de 1968), divorciada de Ken Woods y casada actualmente con Scott Bailey, tiene tres hijos y es enfermera de profesión. Es además una de las madrinas de bautismo de la princesa Josefina y John Stuart Donaldson (9 de julio de 1970), casado con Leanne Donaldson con quien tiene una hija en común, se licenció en geología por la Universidad de Tasmania en 1992. Es uno de los padrinos de su sobrino, el príncipe Vicente.
Sus abuelos paternos fueron Peter Donaldson (1911-1978) y Mary Dalgleish Donaldson (1914-2002), de quien la princesa heredó el primer nombre. En la década de 1960, ellos y sus dos hijos menores emigraron a Tasmania, Australia, donde Peter era capitán de una compañía de comercio general. Sus abuelos maternos fueron Archibald Horne y Elizabeth Gibson Melrose, de quien Mary heredó su segundo nombre.

### Educación

#### Educación primaria y secundaria
En 1974, ingresó a la escuela Clear Lake City Elementary School en Houston, Texas. Asistió al preescolar Sandy Bay de 1975 a 1977. Desde 1978 hasta 1982 cursó educación primaria en Waimea Heights. Siguió sus estudios de secundaria en el colegio Taroona High School de 1983 a 1986, y luego continuó en el Hobart Matriculation College.
Mary dedicó tiempo a diversas actividades extracurriculares relacionadas con los deportes y la música durante su etapa como estudiante. Estudió piano, tocaba clarinete y evolucionó hasta tocar flauta en Waimea Heights. En el Taroona High School, fue la capitana del equipo femenino de hockey, participó en los equipos de natación y estuvo tan involucrada en las actividades ecuestres que llevó a la competencia a su yegua Diana. En el Hobart Matriculation College se desempeñó en el equipo de baloncesto hasta terminar sus estudios.

#### Educación superior
Mary ingresó en la Universidad de Tasmania en 1989, donde se graduó en 1994 con una Licenciatura en Derecho y Comercio.
Durante su estancia en la Universidad escribió un tratado sobre la violencia doméstica, The Battered Wives Syndrome (Síndrome de las mujeres maltratadas), enfocado en como la violencia doméstica afecta a los patrones y comportamientos reactivos de las mujeres.
Después de su graduación, comenzó un programa de posgrado y obtuvo (entre 1994 y 1996) un certificado en publicidad por La Federación de Publicidad de Australia (The Advertising Federation of Australia, AFA) y otro en marketing directo por la Asociación Australiana de Marketing Directo (Australian Direct Marketing Association, ADMA).

#### Idiomas
Su lengua materna es el inglés. Empezó a estudiar danés poco después de empezar su relación con el príncipe Federico, idioma que actualmente domina.

### Carrera profesional
Después de graduarse, Mary se trasladó a Melbourne donde trabajó como becaria para la agencia DDB Needham, siendo rápidamente promovida al puesto de ejecutiva de cuentas. Más tarde, en 1996, fue contratada como gerente de cuentas en Mojo Partners, donde trabajó durante 2 años. 
En 1998, seis meses después de la muerte de su madre, renunció a su cargo y viajó a Estados Unidos y a Europa. En Edimburgo, trabajó durante tres meses como gerente de cuentas en la empresa Rapp Collins Worldwide.
A principios de 1999 regresó a Australia donde fue nombrada directora de cuentas de la agencia internacional de publicidad Young & Rubicam en Sídney. En junio de 2000, Mary se trasladó a una pequeña agencia de publicidad australiana, Love Branding, empresa donde trabajaba cuando conoció a Federico, como primera directora de ventas de la compañía. En primavera de ese mismo año y hasta diciembre del mismo, se convirtió en directora de ventas y miembro del equipo directivo de Belle Property, una empresa especializada en propiedades de lujo.
En el primer semestre de 2002, se mudó a París, donde enseñó inglés en la Business English School. En septiembre de 2002, se mudó definitivamente a Dinamarca, donde fue contratada por Microsoft Business Solutions para trabajar como consultora de proyectos para el desarrollo empresarial, las comunicaciones y el marketing.

### Noviazgo y compromiso

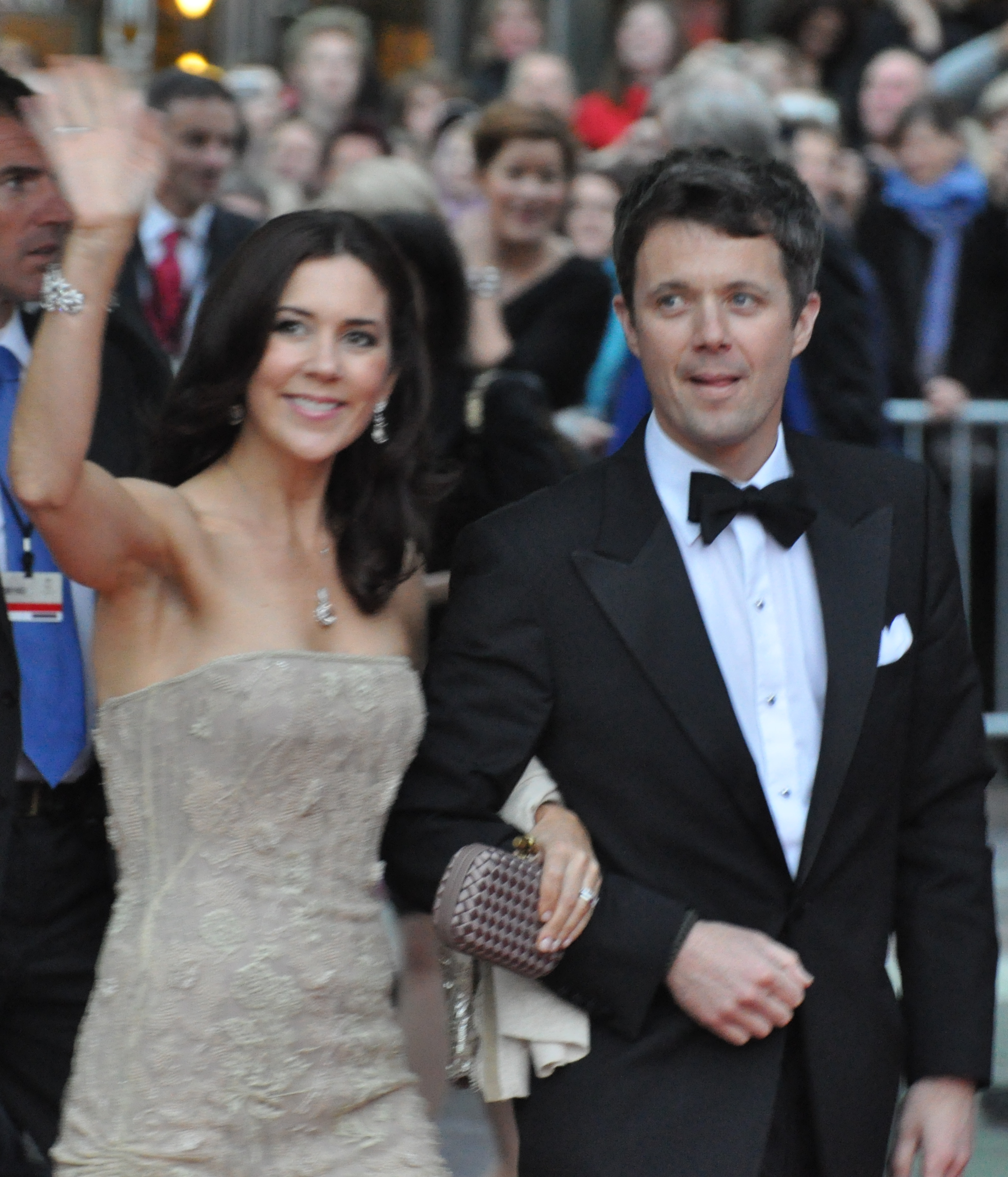
Los príncipes herederos de Dinamarca en 2010.

Conoció al príncipe Federico en los Juegos Olímpicos de Sídney 2000, en la Slip Inn, donde fue con unos amigos y se encontraron con un grupo de miembros de la realeza congregados ahí.
Mary recuerda que se encontró con Federico por casualidad, ya que decidió a último momento aceptar la invitación de uno de sus compañeros de piso para conocer a unos españoles que participaban en los juegos. Eran dos sobrinos del rey español, además del entonces príncipe heredero Federico, el príncipe Joaquín, Nicolás de Grecia y Marta Luisa de Noruega.
Mary se sentó entre el príncipe Federico y su hermano, el príncipe Joaquín. Al principio mantenía el contacto con el príncipe danés a través de correos electrónicos y conversaciones telefónicas. Después, Federico viajó varias veces en secreto para visitar Mary en Sídney y comenzaron una relación secreta.
El 15 de noviembre de 2001, la revista danesa Billed Bladet fue la primera en publicar una foto de Mary Donaldson, como la novia del príncipe Federico en Australia. A finales de 2002, ella se trasladó a Europa. En enero de 2003, Federico y Mary mostraron su primera exhibición pública de afecto, un beso en la mejilla en frente de varios fotógrafos en Hobart. Desde ese momento, Mary Donaldson se convirtió en la novia oficial del príncipe heredero de Dinamarca.
Su anuncio de compromiso se hizo en octubre de 2003, donde fue presentada al pueblo hablando apenas danés y respondiendo a las preguntas en su lengua materna, el inglés.

## Matrimonio y descendencia

### Boda
El 14 de mayo de 2004 contrajo matrimonio en la Catedral de Copenhague con el príncipe heredero Federico. El matrimonio fue transmitido en directo por la televisión danesa y dejó las calles vacías por todo el país.
Mary lució un vestido del diseñador danés Uffe Frank, y un velo de encaje perteneciente a la casa real danesa desde hace más de 100 años. Además, lució una tiara de diamantes, regalo de la reina Margarita.
Una vez convertida en princesa de Dinamarca, Mary renunció a su doble nacionalidad australiana y británica, adquiriendo la nacionalidad danesa. Además, también cambió su religión presbiteriana para unirse a la Iglesia Luterana Evangélica de Dinamarca.
Después de la boda, se dio a conocer que Mary tuvo que firmar unos documentos prematrimoniales en los que se especificaba que no recibiría nada por parte de la casa real en caso de divorcio o separación.

### Hijos
En abril de 2005, la casa real danesa emitió un comunicado en el que anunciaba que la princesa heredera estaba embarazada de su primer hijo. Mary dio a luz al primer hijo de la pareja, un varón, el 15 de octubre de 2005, en el Hospital Universitario de Copenhague. Como es tradición en Dinamarca, el nombre del nuevo príncipe se anunció el día de su bautizo.
El 27 de octubre de 2006, se anunció que Mary estaba embarazada por segunda vez. La princesa dio a luz a su segunda hija el 21 de abril de 2007. Al igual que su hermano, su nombre no fue revelado hasta el día de su bautizo.
En agosto de 2010, la casa real anunció que la princesa Mary estaba embarazada de mellizos, cuyo nacimiento estaba previsto para enero de 2011. Con un breve comunicado, se anunció que la princesa había dado a luz a un niño y una niña el 8 de enero de 2011 en el Hospital Universitario de Copenhague. Los nombres de los nuevos príncipes, que ocupan el cuarto y quinto puesto en la línea de sucesión al trono respectivamente, se dieron a conocer el día de su bautizo.
- Príncipe Cristián Valdemar Enrique Juan, nacido el 15 de octubre del 2005.
- Princesa Isabel Enriqueta Ingrid Margarita, nacida el 21 de abril de 2007.
- Príncipe Vicente Federico Minik Alejandro, nacido el 8 de enero de 2011.
- Princesa Josefina Sofía Ivalo Matilde, nacida el 8 de enero de 2011.

### Ahijados
La reina Mary es una de las madrinas de bautizo de la princesa Estela de Suecia. También es una de las madrinas de su sobrino, el conde Enrique de Monpezat.

## Princesa de Dinamarca

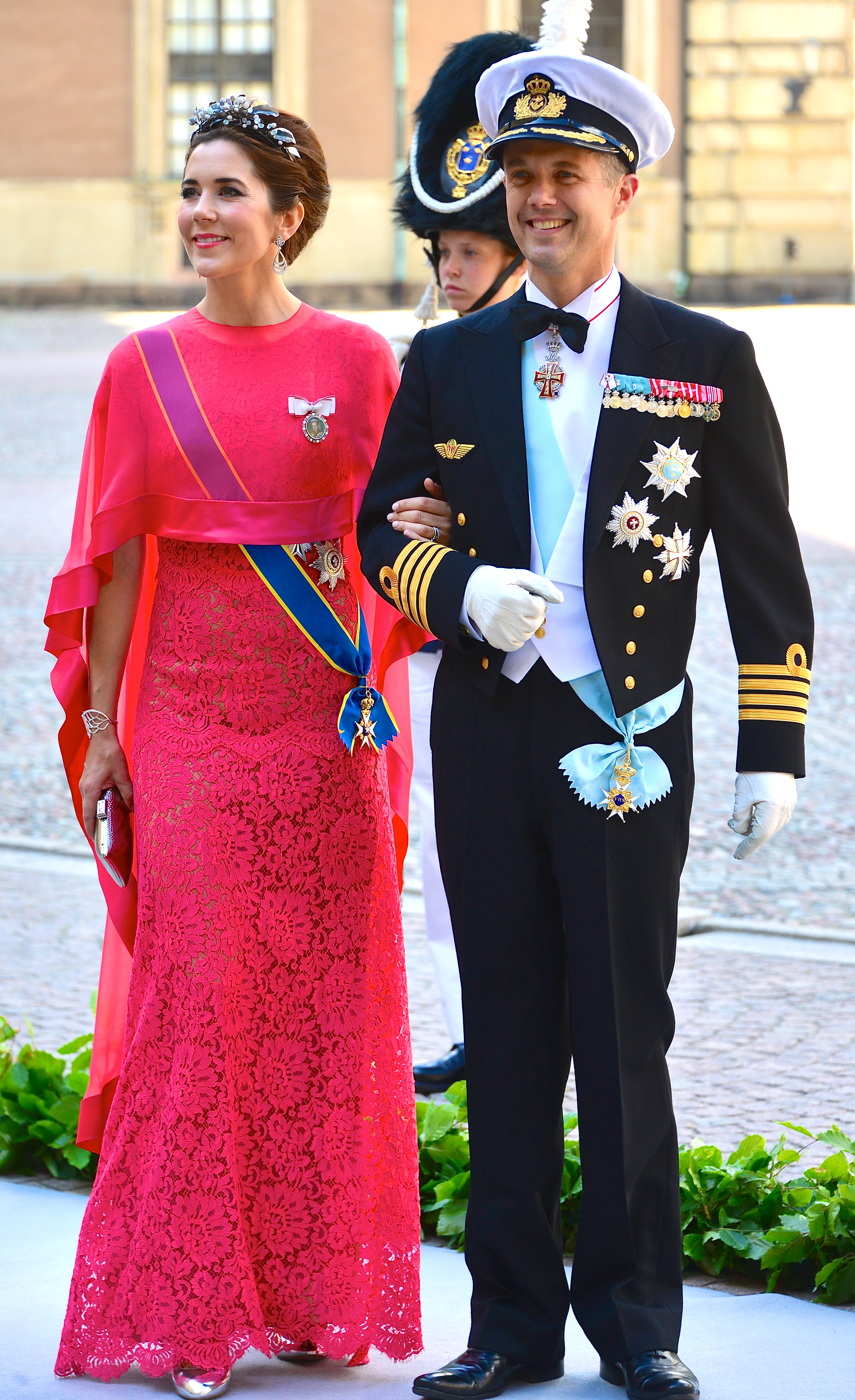
Los príncipes herederos Federico de Dinamarca y Mary Donaldson.

### Patrocinios
Desde 2004, Mary ha estado trabajando con varias organizaciones, misiones y programas. Sus patrocinios están relacionados con los ámbitos de la cultura, la moda, la ayuda humanitaria, apoyo a la investigación y la ciencia, la sociedad y las cuestiones de salud y deportes. También participa en programas de apoyo contra la obesidad y la vacunación para los niños en la Unión Europea a través de la Oficina para Europa de la Organización Mundial de la Salud.
Ha jugado un papel activo en la promoción de un programa de lucha contra la intimidación (bullying) basada en un modelo australiano, bajo los auspicios de Dinamarca, Save the Children. También participa en una nueva campaña para crear conciencia y prácticas de seguridad entre los daneses sobre el cáncer de la piel, a través de la Sociedad Danesa del Cáncer. En el contexto de los problemas de los inmigrantes en Dinamarca y como protectora del Consejo Danés de Refugiados, Mary visitó a los migrantes de las áreas privadas Vollsmose y Gellerup, y a nivel internacional ha visitado los campamentos de refugiados en Uganda (2008) y África Oriental (2011).
Es representante del Fondo de Población de las Naciones Unidas y del Maternity Worldwide. Es un miembro del Comité Internacional de Mujeres Líderes para la Salud Mental y del Victor Chang Cardiac Research Institute en Sídney.
En noviembre de 2014 recibió el Premio Bambi por su compromiso con la lucha contra la violencia contra la mujer en el hogar.
En 2018, participó en la gala de los Premios Arco Iris de Dinamarca, que distingue a personas y organizaciones que luchan contra la discriminación del colectivo LGBT. Mary se convirtió así, en el primer miembro de la casa real danesa en asistir a este acto.
Desde abril de 2019 es capitán de la Guardia Nacional de Dinamarca.

### Fundación Mary
El 11 de septiembre de 2007, fue establecida la Fundación Mary, de la cual la reina consorte es presidenta. El objetivo principal de la fundación es la cooperación en la comprensión de la diversidad cultural y el "derecho a pertenecer". La fundación busca mejorar la vida comprometida con el medio ambiente, la lucha contra enfermedades u otras circunstancias que pueden aislar o excluir a los individuos en la sociedad. Mediante la creación de oportunidades y ofreciendo una sensación de afiliación o pertenencia a una comunidad, tiene por objeto mejorar las vidas individuales y de las familias.

### Popularidad
María se convirtió en 2008, según una encuesta enviada a cerca de 23 mil votantes, en el miembro más popular de la familia real danesa, superando a la reina Margarita y a su esposo, el entonces heredero a la corona, Federico, así como otros miembros de la familia real. Por su labor humanitaria, la princesa también fue nombrada Mujer del Año 2008 por la revista danesa Alt for damerne y ha destinado su premio a la caridad. En 2009, su gran popularidad se confirmó en la encuesta de Rambøll para el periódico Jyllands-Posten.
En 2010, el Instituto de Análisis Nation Branding, que calcula el valor monetario de símbolos nacionales, concluyó que la entonces princesa Mary de Dinamarca valía 12 mil millones de coronas danesas para Dinamarca. El valor tan alto se debe a que los miembros de la realeza danesa son un producto "único" que llama el atención en otros países. La realeza de Dinamarca ayuda al comercio danés a triunfar en países extranjeros, lo cual significa que las puertas de las autoridades extranjeras se abren de otra manera a diferencia de casos con representantes no-monárquicos.

### Moda y estilo

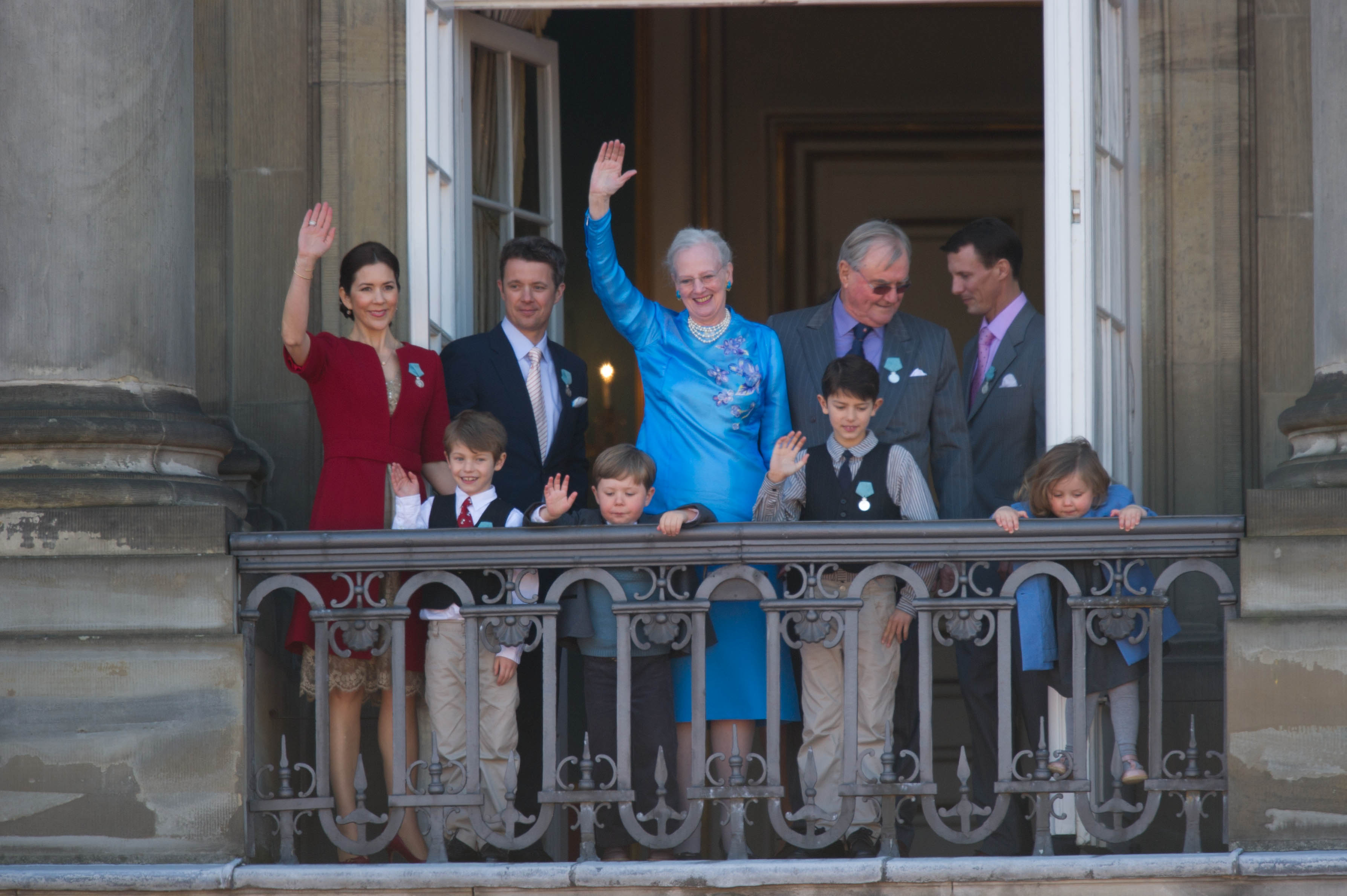
Familia real danesa, en el Palacio de Amalienborg.

La reina consorte es una de los iconos de la moda más popular y reconocido de Dinamarca. Ha sido nombrada una de las mujeres mejor vestidas del mundo por la revista Vanity Fair, en la que ocupó el cuarto puesto en la Lista Internacional de las Mejores Vestidas del 2010.
Es protectora de la moda danesa y durante años ha servido de pauta a los diseñadores y a la población de Dinamarca. Ha contribuido a la popularidad de la moda danesa, que es la cuarta exportación más grande de Dinamarca para el extranjero, vistiendo ropa de diseñadores como Julie Fagerholt, Malene Birger, Uffe Frank, Kenth Fredin, Niels Kristiansen, David Andersen y Georg Jensen.
En 2004, fue entrevistada y fotografiada por la revista Vogue de Australia, mezclando piezas de diseñadores extranjeros con piezas de diseñadores daneses, como Georg Jensen y Malene Birger. En 2010, fue fotografiada en la revista Vogue de Alemania, con su esposo e hijos, en el reformado palacio de Amalienborg.
Desde sus primeros años como princesa, se ha visto como reciclaba muchas de sus prendas de ropa. Aun así, diversas publicaciones han cuestionado su elevados gastos.
En 2016 volvió a aparecer en la revista Vogue Australia junto a su marido e hijos, siendo fotografiada por el prestigioso fotógrafo Mario Testino.

### Celebraciones por sus 50 años de vida
Se planearon numerosos eventos oficiales para la semana del 50 cumpleaños de Mary, el 5 de febrero de 2022. Varios de ellos, incluida una cena de gala en el castillo de Rosenborg, fueron cancelados debido a la actual pandemia de COVID-19. Sin embargo, varios cientos de daneses se presentaron en el patio de Amalienborg al mediodía del cumpleaños de María. En lugar de salir al balcón del Palacio de Federico VIII del Palacio de Amalienborg, como es costumbre en las celebraciones de cumpleaños de la familia real danesa, María y sus tres hijos mayores salieron al patio para agradecer a las personas que habían acudido. El día después de su cumpleaños, la familia del príncipe heredero asistió a un concierto televisado en su honor llamado Mary 50: estamos celebrando a la princesa heredera de Dinamarca presentado por TV2.
Para el 50 cumpleaños de Mary, varios lugares en Dinamarca fueron nombrados en su honor: la Universidad de Copenhague creó un centro de conocimiento llamado Crown Princess Mary Center en el que Mary formará parte del Comité Asesor; Rigshospitalet, el Hospital Universitario de Copenhague, nombró a su nuevo departamento para niños, adolescentes, mujeres embarazadas y sus familias Mary Elizabeth's Hospital en honor al extenso trabajo de Mary con el bienestar de niños y jóvenes, la salud materna y la red de hospitales para niños con cáncer; y el Zoológico de Copenhague nombró a la sección de su jardín con temática australiana Mary's Australian Garden.

## Reina de Dinamarca
El 31 de diciembre de 2023 la reina Margarita II anunció en un discurso televisado su abdicación en favor de su hijo. El rey Federico X ascendió al trono el 14 de enero de 2024 y María se convirtió en reina consorte.

## Cultura popular

### Libros
- Mary, Crown Princess of Denmark, de Karin Palshoj y Gitte Redder (2005).[63]
- Something About Mary - From Girl About Town to Crown Princess, de Emma Tom (2005).[64][65]
- Lo que no sabes sobre la realeza pero te gustaría saber, de Alexander von Schönburg.[66]
- Mary, Princesse med Stil, de Jan Körner y Jim Lyngvild (2006).[67]
- 1015 Kopenhagen K, de Trine Villemann (2007).[68]
- Kongen og dronningen af Grønland, Trine Villemann (2009).[69]
- Liv Vagt, de Frank Martinsen (2014).[70]

### Películas
- Mary, the making of a princess (2015).[71]

## Títulos, tratamientos y distinciones honoríficas

Monograma de María de Dinamarca

### Títulos y tratamientos
| ● 5 de febrero de 1972-14 de mayo de 2004: | Señorita Mary Elizabeth Donaldson                                                       |
| ● 14 de mayo de 2004-29 de abril de 2008:  | Su alteza Real la princesa heredera de Dinamarca                                        |
| ● 29 de abril de 2008-14 de enero de 2024: | Su alteza Real la princesa heredera consorte de Dinamarca, condesa consorte de Monpezat |
| ● 14 de enero de 2024-presente:            | Su majestad la reina de Dinamarca                                                       |

### Distinciones honoríficas
Distinciones honoríficas danesas
- Dama de la Orden del Elefante (09/05/2004).[72][73]
- Dama de la Real Orden Familiar de la Reina Margarita II (09/05/2004).[74]
- Distintivo de Mérito de la Guardia.[74]
- Medalla Conmemorativa del 75 Aniversario del Príncipe consorte Enrique (11/06/2009).[74][75]
- Medalla Conmemorativa del 350 Aniversario de la Guardia Real Danesa (30/06/2008).[76][77]
- Medalla Conmemorativa del 70 Aniversario de la Reina Margarita II (16/04/2010).[78]
- Medalla Conmemorativa del Jubileo de Rubí de la Reina Margarita II (14/01/2012).[74][79][80]
- Medalla Conmemorativa del 75 Aniversario de la Reina Margarita II (16/04/2015).[74][81]
- Medalla Conmemorativa de las Bodas de Oro de la Reina Margarita II y el Príncipe Enrique (10/06/2017).[82]
- Medalla Conmemorativa del Príncipe Enrique (11/06/2018).
- Medalla Conmemorativa del 80 Aniversario de la reina Margarita II (16/04/2020).
- Medalla Conmemorativa del Jubileo de Oro de la Reina Margarita II (14/01/2022).
- Dama de la Real Orden Familiar del Rey Federico X (14/01/2024).[83]
- Dama gran comandante de la Orden de Dannebrog (26/05/2024).[84]
- Medalla de Oro al Servicio Meritorio (Groenlandia, 04/06/2024).[85]

Distinciones honoríficas extranjeras
- Dama gran cruz de la Orden de San Olaf (Reino de Noruega, 07/11/2005).[86][87]
- Dama de primera clase de la Orden de los Montes Balcanes (República de Bulgaria, 29/03/2006).[88]
- Comandante gran cruz de la Orden de la Estrella Polar (Reino de Suecia).[89][90]
- Dama gran cruz de la Orden de Beneficencia (República de Grecia, 18/05/2009).[91]
- Medalla Conmemorativa del Enlace de la Princesa Heredera Victoria con Daniel Westling (Reino de Suecia, 19/06/2010).
- Dama gran cruz de la Orden de la Rosa Blanca (República de Finlandia, 05/04/2013).[92][93]
- Dama gran cruz de la Orden de la Cruz del Sur (República Federativa del Brasil, 12/09/2007).[94][95]
- Medalla Conmemorativa de la Investidura del rey Guillermo Alejandro (Reino de los Países Bajos, 27/04/2013).[96]
- Dama gran cruz de la Orden del León Neerlandés (Reino de los Países Bajos, 17/03/2015).[97]
- Dama gran cruz de la Orden del Águila Azteca (Estados Unidos Mexicanos, 13/04/2016).[98][99]
- Medalla Conmemorativa del 70 Aniversario del Rey Carlos XVI Gustavo (Reino de Suecia, 30/04/2016).[100]
- Dama gran cruz de la Orden del Halcón (Islandia, 24/01/2017).[101][102]
- Dama gran cruz de la Orden de la Corona (Reino de Bélgica, 28/03/2017).[103][104]
- Dama gran cruz de la Orden Nacional del Mérito (República Francesa, 28/08/2018).[105]
- Medalla Conmemorativa del Jubileo de Oro del Rey Carlos XVI Gustavo (Reino de Suecia, 15/09/2023).
- Dama gran cruz de la Real Orden de Isabel la Católica (Reino de España, 24/10/2023).[106]
- Dama Gran Cruz de la Orden de los Serafines (Reino de Suecia, 06/05/2024).
- Miembro de Clase Suprema de la Orden de la Virtud [Condecoración de Nishan al-Kamal] (República Árabe de Egipto, 05/12/2024).
- Dama gran cruz de la Orden de la Legión de Honor (República Francesa, 31/03/2025).